# Giovanni Francesco Penni
Giovanni Francesco Penni (* um 1488 in Florenz; † um 1530 in Neapel) war ein italienischer Maler. Der Schüler Raffaels arbeitete an dessen Stanzen mit. Er war auch als italienisch Il Fattore bekannt.

## Leben und Werke
Penni war ein Bruder von Bartolommeo und Luca Penni. Er erhielt seine Ausbildung bei Raffael und wurde dessen – bzw. Giulio Romanos – Mitarbeiter bei den vatikanischen Fresken und in der Villa Farnesina. 1528 arbeitete er im Palazzo del Te in Mantua, später soll er nach Neapel gezogen und soll vierzig Jahre alt geworden sein. Das Todesjahr, das bei Vasari und anderen mit um 1528 angegeben wird, ist um ein bis zwei Jahre hinaufzusetzen.

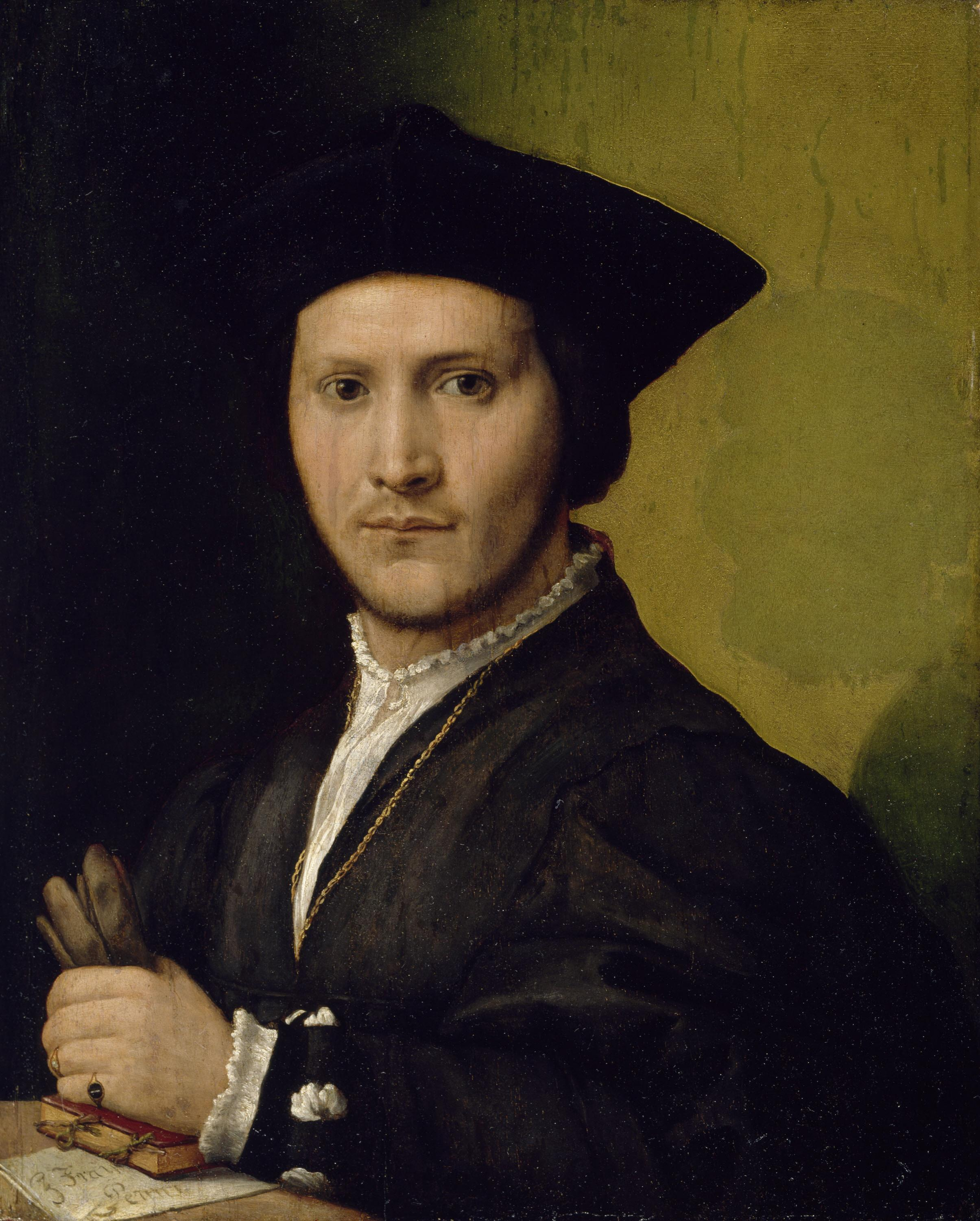
Giovanni Francesco Penni: Porträt eines jungen Mannes (Ausschnitt), Dublin, National Gallery of Ireland

Nicht alle Arbeiten Pennis sind sicher zu identifizieren, da er als „Fattore“ Raffaels nach dessen Entwürfen arbeitete und nach Raffaels Tod mit Giulio Romano zusammen arbeitete. Er sei als Künstlerpersönlichkeit „nicht fassbar“, schrieb Sabine Poeschel in einer Rezension zum Katalog der Ausstellung Raffael und die Folgen, die 2001 in Stuttgart stattfand, und im Oxford Dictionary of Art and Artists wird er als englisch shadowy figure bezeichnet.
Signiert hat er das Porträt eines jungen Mannes, das sich in der National Gallery of Ireland in Dublin befindet. Dieses Gemälde wurde früher als Selbstporträt gedeutet; mittlerweile wurde diese Theorie aber nach der Entdeckung eines gezeichneten Porträts Pennis von Giulio Romano widerlegt.
Penni wirkte unter anderem an der Stanza dell’ Eliodoro mit, ebenso an der Stanza dell' Incendio mit dem Reinigungseid Leos III. und der Krönung Karls des Großen. Ferner hinterließ er Werke in den Loggien und der Farnesina. Im Vatikan befindet sich die Madonna di Monteluce, die er zusammen mit Giulio Romano 1524 in Santa Maria di Monteluce in Perugia schuf. Im Prado in Madrid sind die Werke Visitazione und Calvario zu sehen. Teppichkartons von der Hand Pennis befinden sich in London. Nicht erhalten geblieben sind die Fassadenmalerei am Monte Giordano und ein Fresko des heiligen Christophorus in Santa Maria dell’Anima in Rom sowie ein Tabernakel mit Madonna in Montughi. Pennis Replik der Transfigurazione Raffaels aus der Kirche Santo Spirito degli Incurabili in Neapel befindet sich nicht mehr vor Ort; das Bild gelangte nach Spanien und nach zahlreichen Besitzerwechseln in den Prado.
Eines seiner Porträts ist im Cod. icon. 366, fol. 22r in der Bayerischen Staatsbibliothek zu finden. Diese Zeichnung diente wohl als Vorlage für Pennis Vitenporträt in der Teutschen Academie und dürfte auch mit dem Porträt in Vasaris Vite in Zusammenhang stehen.